# Steen Giebelhausen
Steen Giebelhausen var en norsk skibsreder og gullaschbaron, der ejede mindst fem herregårde i Danmark omkring 1920:
- Valnæsgård, 1918
- Vitskøl Kloster, ca. 1918-?
- Hesbjerg, 1918-1922
- Lerbæk (Elling Sogn), 1918-1922
- Hald Hovedgård, 1919-1922

Han stammede fra Fredrikstad. Hans rigdom var bl.a. opbygget på trælasthandel i Riga, og 1. verdenskrig gav især gunstige handelsbetingelser, men han gik fallit i 1922, og ejendommene kom på tvangsauktion. På få år blev Giebelhausen kendt i det københavnske societyliv som ekstremt ødsel og som storforbruger af luksus. Han købte væddeløbsheste, automobiler etc. i stor stil.
Hans rederi A/S Perra havde hovedsæde i Kristiania.